# Trustfall (singolo)
Trustfall è un singolo della cantante statunitense Pink, pubblicato il 27 gennaio 2023 come secondo estratto dall'album omonimo.

## Video musicale
Il video musicale, diretto da Georgia Hudson, è stato pubblicato il 27 gennaio 2023 sul canale YouTube della cantante.

## Tracce
Testi e musiche di Alecia Moore, Johnny McDaid, Fred Again.
1. Trustfall – 3:57

## Classifiche

### Classifiche settimanali
| Classifica (2023) | Posizione massima |
| ----------------- | ----------------- |
| Australia         | 19                |
| Austria           | 12                |
| Belgio (Fiandre)  | 7                 |
| Belgio (Vallonia) | 3                 |
| Bielorussia       | 72                |
| Canada            | 24                |
| Estonia           | 4                 |
| Francia           | 43                |
| Germania          | 17                |
| Irlanda           | 11                |
| Lituania          | 67                |
| Norvegia          | 24                |
| Nuova Zelanda     | 36                |
| Paesi Bassi       | 32                |
| Polonia           | 57                |
| Regno Unito       | 14                |
| Stati Uniti       | 82                |
| Svezia            | 26                |
| Svizzera          | 8                 |
| Ucraina           | 29                |

### Classifiche di fine anno
| Classifica (2023) | Posizione |
| ----------------- | --------- |
| Austria           | 32        |
| Canada            | 48        |
| Estonia           | 10        |
| Francia           | 179       |
| Germania          | 38        |
| Paesi Bassi       | 94        |
| Svizzera          | 58        |
| Ucraina           | 195       |
| Classifica (2024) | Posizione |
| Estonia           | 181       |